# Erwin Hasenclever

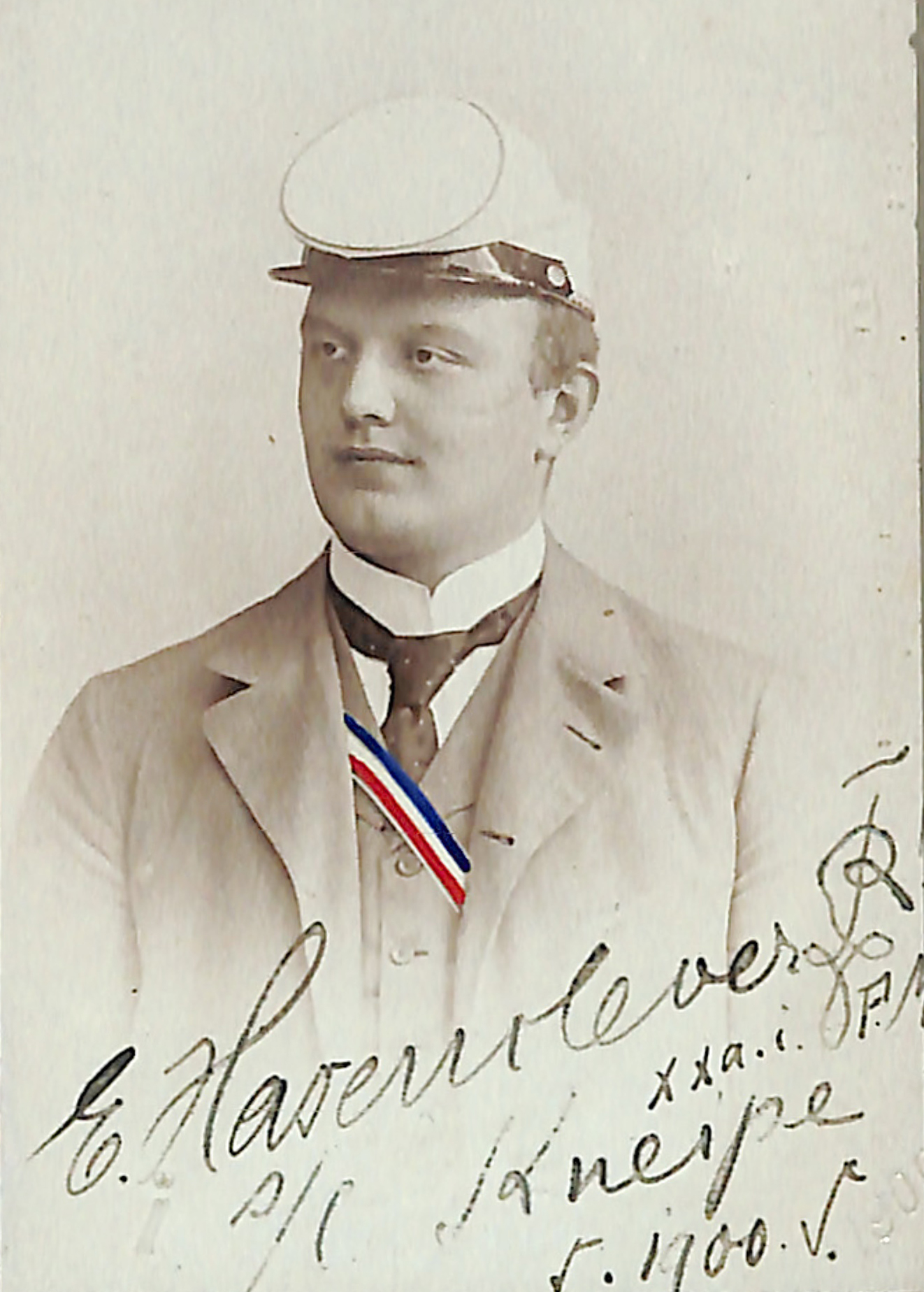
Erwin Hasenclever

Erwin Hasenclever (* 31. Januar 1880 in Badenweiler; † 19. September 1914 bei Craonne, Picardie) war ein deutscher Industriejurist, Bergbaumanager und Politiker.

## Leben
Nach dem Abitur studierte Erwin Hasenclever an der Albert-Ludwigs-Universität Freiburg, der Rheinischen Friedrich-Wilhelms-Universität Bonn und zuletzt wieder in Freiburg Rechtswissenschaft. 1900 wurde er im Corps Rhenania Bonn recipiert. Nach Abschluss des Studiums wurde er 1903 Referendar in Müllheim (Baden). Er legte 1906 das Assessorexamen ab und wurde Regierungsassessor in Oberuhldingen und Gelsenkirchen. 1907 wechselte er als juristischer Hilfsarbeiter zur Gelsenkirchener Bergwerks-AG. 1910 stieg er dort zum Justitiar, Direktor und stellvertretenden Vorstandsmitglied auf. Er war seit 1911 Stadtverordneter in Gelsenkirchen. 1913 wurde er für den Wahlkreis Regierungsbezirk Arnsberg 11 (Stadt- und Landkreis Gelsenkirchen) in das Preußische Abgeordnetenhaus gewählt, wo er zu der Fraktion der Nationalliberalen gehörte. Hasenclever fiel mit 34 Jahren als Oberleutnant der Landwehr bei Craonne in Frankreich im zweiten Monat des Ersten Weltkriegs.